# Neu Lakoma
Neu Lakoma, niedersorbisch Nowa Łakoma, ist ein zum Ortsteil Willmersdorf gehörender Wohnplatz der kreisfreien Stadt Cottbus in Brandenburg.

## Lage
Neu Lakoma liegt in der Niederlausitz, rund fünf Kilometer nordöstlich des Cottbuser Stadtzentrums. Nur knapp 300 Meter östlich liegt die Abbruchkante des ehemaligen Braunkohletagebaus Cottbus-Nord. Umliegende Ortschaften sind Willmersdorf im Norden, Lakoma im Süden, Saspow im Südwesten, Ausbau Saspow und Skadow im Westen sowie Döbbrick im Nordwesten. Neu Lakoma liegt an der Bundesstraße 168 und am Hammergraben. Neu Lakoma liegt am Cottbuser Ostsee.

## Geschichte
Die Siedlung Neu Lakoma entstand im 20. Jahrhundert. Als Teil der damals noch eigenständigen Gemeinde Willmersdorf gehörte Neu Lakoma zur DDR-Zeit zum Kreis Cottbus-Land im Bezirk Cottbus. Nach der Wiedervereinigung lag die Siedlung zunächst im Landkreis Cottbus in Brandenburg. Die Gemeinde Willmersdorf wurde am 6. Dezember 1993 in die kreisfreie Stadt Cottbus eingemeindet. Am 4. November 2010 wurde Neu Lakoma in das brandenburgische Gemeinde- und Ortsteilverzeichnis aufgenommen.